# Utricularia odorata
Utricularia odorata este o specie de plante carnivore din genul Utricularia, familia Lentibulariaceae, ordinul Lamiales, descrisă de François Pellegrin. Conform Catalogue of Life specia Utricularia odorata nu are subspecii cunoscute.